# Kathedrale von Leeds

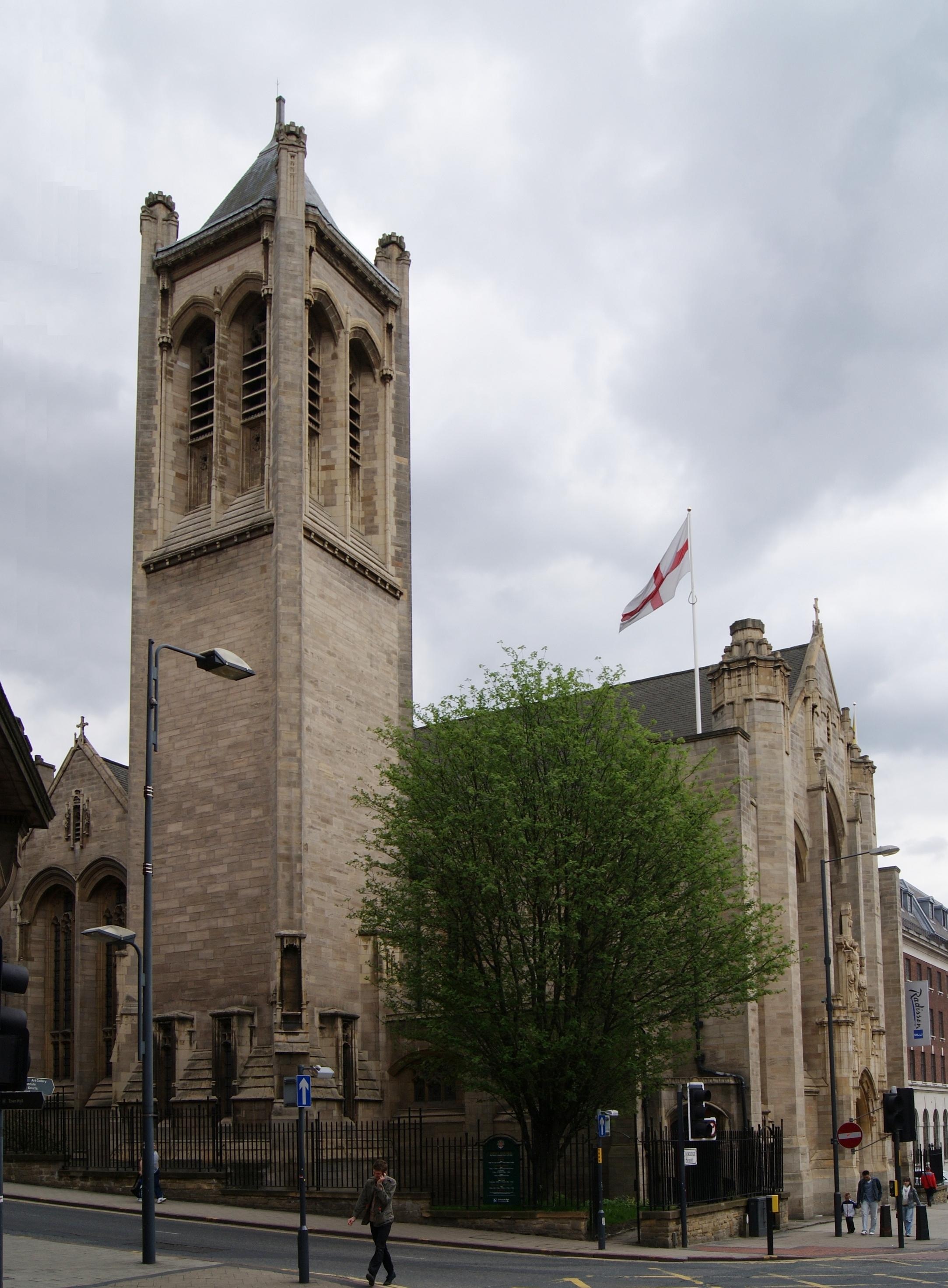
Kathedrale von Leeds von Norden

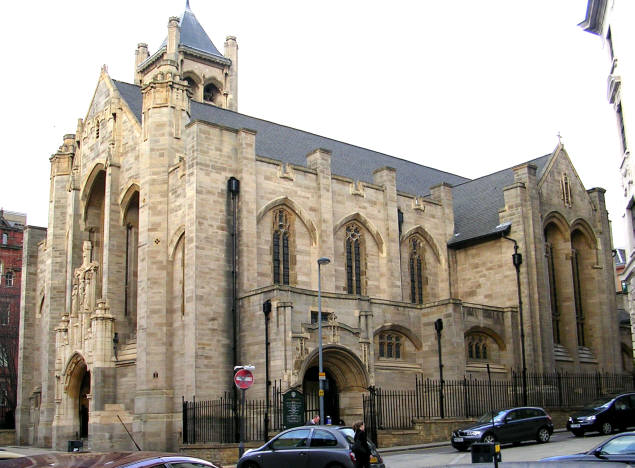
Südseite

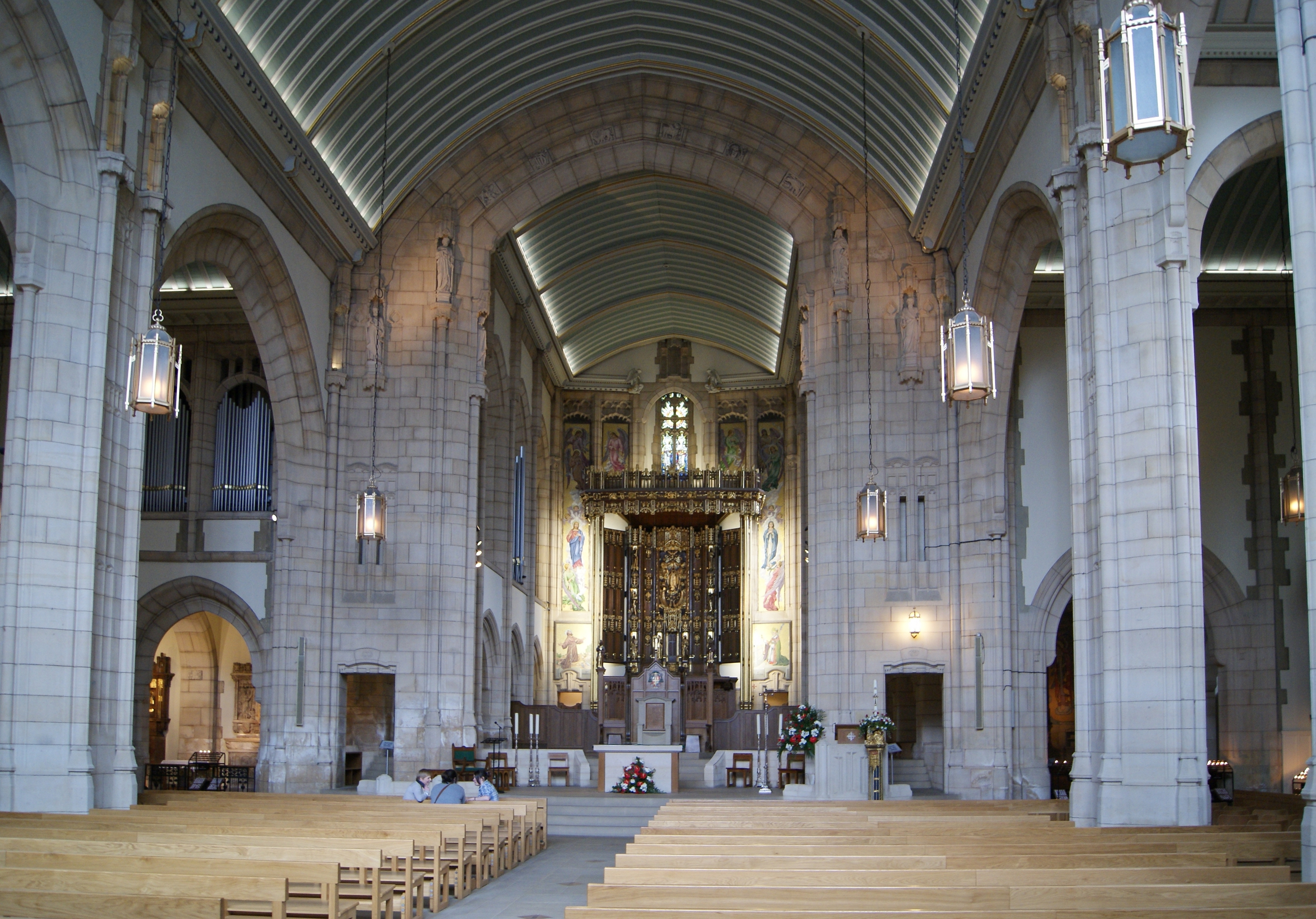
Inneres

Die Kathedrale von Leeds (Cathedral Church of St Anne) in der nordenglischen Metropole Leeds ist die Bischofskirche des römisch-katholischen Bistums Leeds. Sie entstand in den Jahren 1902–1904 nach Plänen von John Henry Eastwood und Sydney Kyffin Greenslade.

## Geschichte
Im Zuge der Katholikenemanzipation konnte für die anfangs kleine Gemeinde in Leeds 1786 ein Andachtsraum eingerichtet, 1794 eine Kapelle gebaut werden. Wegen des raschen Wachstums der Gemeinde durch Industrialisierung und irische Zuwanderer entstand 1836–38 die erste St.-Annen-Kirche im Stadtzentrum, benannt nach der Namenspatronin einer Hauptstifterin. Die Erhebung zur Kathedrale erfolgte 1878 mit der Gründung des Bistums Leeds.
Für eine von der Stadt geplante Straßenverbreiterung musste die Annenkirche im Jahr 1899 zwangsverkauft und abgerissen werden. Teile der Ausstattung wurden in den Neubau übernommen. Dieser entstand wenige Meter vom alten Standort entfernt.

## Architektur und Ausstattung
Die Kathedrale zeigt die Formen der englischen Spätgotik im Übergang zur Renaissance, des sogenannten Tudorstils. Sie besteht aus einem dreischiffigen, dreijochigen Langhaus, einem dreischiffigen, vierjochigen, aber schmaleren Chor mit flachem Abschluss, dazwischen einem niedrigeren Querhaus und auf der Nordseite einem hohen quadratischen Turm mit flachem Pyramidenhelm. Die Schaufassade im Westen ist reich gegliedert; über dem Portal steht eine Kreuzigungsgruppe. Mittelschiff und Chor sind mit flachen Tonnengewölben überspannt. Im Inneren sind die Architekturformen durch den Kontrast von weiß verputzten Flächen zu steinsichtigen Säulen, Bögen und Laibungen betont. Beherrschend ist der Chorbogen aus roh behauenen Steinen.
Von der Ausstattung sind zahlreiche Wandgemälde im Nazarenerstil erwähnenswert. Unter den neugotischen Altären ragt der figurenreiche, baldachinbekrönte Hochaltar heraus, vor dem die steinerne Bischofskathedra steht.

## Orgel
Die Orgel geht zurück auf ein Instrument, das 1904 von den Orgelbauern Norman and Beard erbaut worden war. 1963 und 2009 wurde die Orgel von dem Orgelbauer Johannes Klais (Bonn) reorganisiert und erweitert, wobei die Orgel auf zwei Standorte (Nave = Hauptschiff, Choir = Chorraum) aufgeteilt wurde, und jedes der in sich selbständigen Instrumente mit einem eigenen Pedalwerk und Spieltisch ausgestattet wurde. Das Instrument ist nach wie vor im Englischen Stil intoniert. Die vorhandenen Register aus dem Jahre 1904, die heute maßgeblich auf die Werke der Nave Organ (Great, Swell, Pedal) verteilt sind, wurden restauriert. Die neuen Register, einige davon stammen bereits aus dem Jahr 1963, wurden in Anlehnung an die Material- und Bauweise aus der damaligen Zeit geschaffen. Das Instrument hat insgesamt 49 Register, verteilt auf 7 eigenständige Werke, spielbar von einem viermanualigen Generalspieltisch.
| I Nave Great Organ C–a3 |     |
| Double Diapason         | 16′ |
| Open Diapason I         | 8′  |
| Open Diapason II        | 8′  |
| Hohl Flute              | 8′  |
| Principal               | 4′  |
| Harmonic Flute          | 4′  |
| Fifteenth               | 2′  |
| Mixture III             |     |
| Trumpet                 | 8′  |

| II Choral Great Organ C–a3 |    |
| Open Diapason              | 8′ |
| Bourdon                    | 8′ |
| Dulciana                   | 8′ |
| Principal                  | 4′ |
| Flute                      | 4′ |
| Gemshorn                   | 2′ |
| Cornettino III             |    |

| III Choral Swell Organ C–a3 |    |
| Rohr Flote                  | 8′ |
| Salicional                  | 8′ |
| Vox Angelica                | 8′ |
| Principal                   | 4′ |
| Flauto Traverso             | 4′ |
| Mixture III                 |    |
| Cornopean                   | 8′ |
| Oboe                        | 8′ |
| Tremulant                   |    |

| IV Nave Swell Organ C–a3 |     |
| Bourdon                  | 16′ |
| Geigen Principal         | 8′  |
| Lieblich Gedeckt         | 8′  |
| Echo Gamba               | 8′  |
| Voix Celeste             | 8′  |
| Gemshorn                 | 4′  |
| Lieblich Flote           | 4′  |
| Mixture III              |     |
| Double Trumpet           | 16′ |
| Horn                     | 8′  |
| Oboe                     | 8′  |
| Vox Humana               | 8′  |
| Tremulant                |     |

| IV Nave Solo Organ C–a3 |    |
| Tuba                    | 8′ |
| Octave Tuba             | 4′ |
| Solo Flute              | 8′ |
| Clarinet                | 8′ |

| Nave Pedal Organ C–f1 |         |
| Harmonic Bass         | 32′     |
| Open Diapason         | 16′     |
| Violone               | 16′     |
| Bourdon               | 16′     |
| Quint Bass            | 10 2⁄3′ |
| Octave                | 8′      |
| Bass Flute            | 8′      |
| Trombone              | 16′     |

| Choral Pedal Organ C–f1 |     |
| Sub Bass                | 16′ |